# 4-Stunden-Rennen von Pergusa 1976

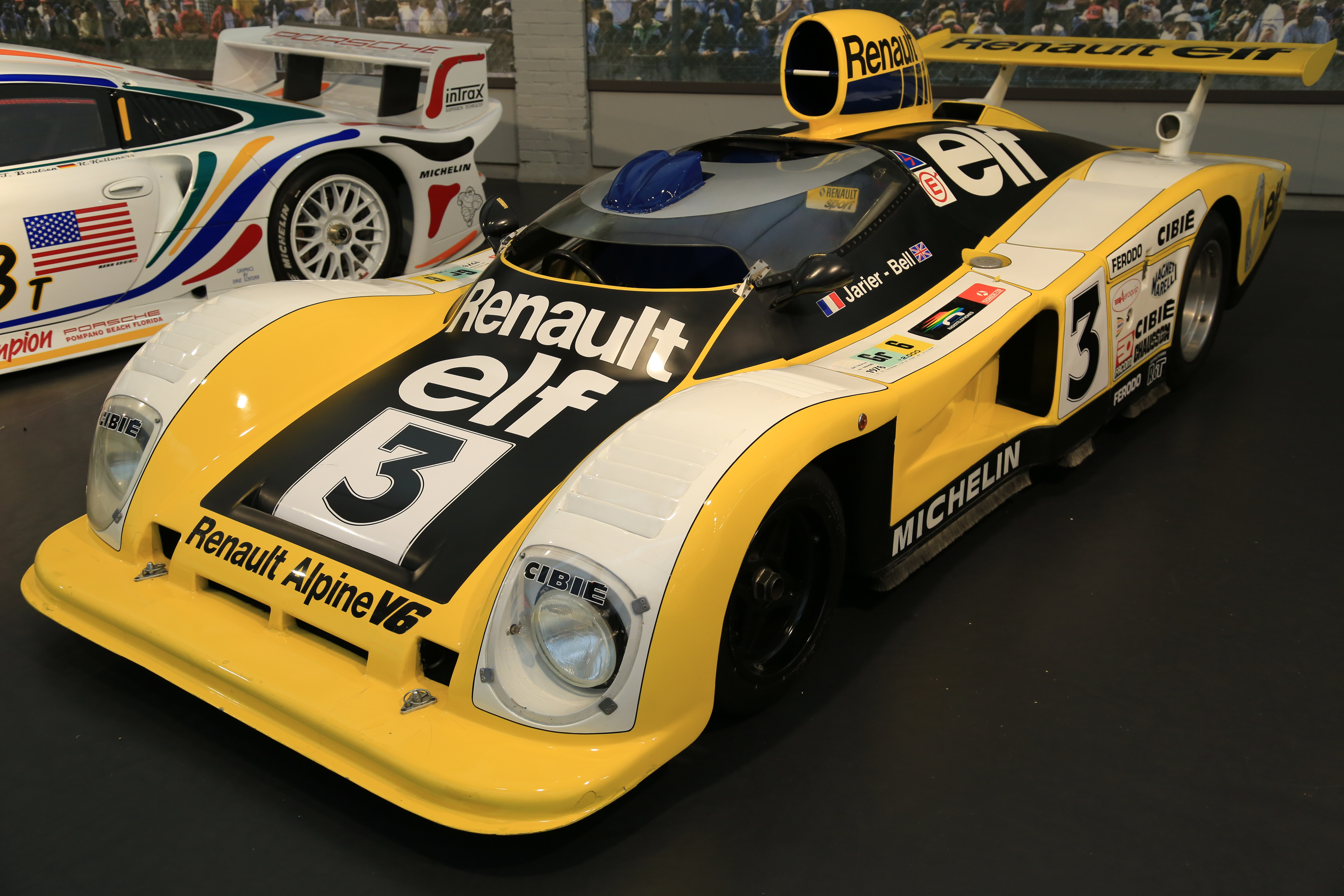
Schnell, aber technisch unzuverlässig: Alpine A442

Das 4-Stunden-Rennen von Pergusa 1976, auch Coppa Florio, Enna 4 Hours, Pergusa, fand am 27. Juni auf dem Autodromo di Pergusa statt und war der neunte Wertungslauf der Sportwagen-Weltmeisterschaft dieses Jahres.

## Das Rennen
Das Sportwagenrennen in Pergusa konnte mit der bis dahin stärksten Besetzung des Jahres aufwarten. Neben dem Werks-Porsche 936 von Jochen Mass und Rolf Stommelen waren zwei Werks-Alpine-Renault A442 und ein von Autodelta vorbereiteter Alfa Romeo T33/SC/12 gemeldet. Die beiden Alpine fuhren Jean-Pierre Jarier, Henri Pescarolo, Patrick Depailler und Jacques Laffite. Den Alfa Romeo steuerten Arturo Merzario und Mario Casoni.
Sowohl im Training als auch im Rennen waren die beiden Alpine die schnellsten Fahrzeuge, litten jedoch wie in den vorhergehenden Rennen an der mangelnden Zuverlässigkeit. Der Wagen von Depailler und Laffite – der Trainingsschnellster war – hatte einen Motorschaden und das Fahrzeug von Jarier und Pescarolo fiel mit einem Getriebeschaden aus. Auch der Alfa Romeo kam nicht ins Ziel, Ausfall nach 48 gefahrenen Runden durch einen Aufhängungsschaden. Mass und Stommelen siegten nach 3 Stunden Fahrzeit mit einem Vorsprung von 10 Runden auf den 2-Liter-Osella PA4 von Roby Filannino und Ermanno Pettiti. Das Rennen, das ursprünglich vier Stunden dauern sollte, wurde nach drei Stunden wegen eines heftigen Gewitters abgebrochen und nicht mehr neu gestartet.

## Ergebnisse

### Schlussklassement
| 1               | S 3.0 | 4  | Martini Racing             | Jochen Mass Rolf Stommelen         | Porsche 936          | 102 |
| 2               | S 2.0 | 35 | Ermanno Pettiti            | Roby Filannino Ermanno Pettiti     | Osella PA4           | 92  |
| 3               | S 2.0 | 32 | Stanislao Sterzel          | Stanislao Sterzel Carlo Franchi    | March 75S            | 92  |
| 4               | S 2.0 | 31 | Pasquale Barberio          | Pasquale Barberio Carlo Bilotti    | Osella PA4           | 90  |
| 5               | S 3.0 | 7  | Joest Racing               | Jürgen Barth Horst Godel           | Porsche 908/3        | 90  |
| 6               | S 2.0 | 28 | Ateneo                     | Armando Floridia Eugenio Renna     | Osella PA4           | 89  |
| 7               | S 1.3 | 76 | Pasquale Anastasio         | Pasquale Anastasio Aldo Crovella   | Chevron B23          | 86  |
| 8               | S 1.3 | 73 | Ateneo                     | Giampaolo Ceraolo Luigi Sartorio   | Chevron B23          | 80  |
| 9               | S 3.0 | 3  | Renault Sport              | Jean-Pierre Jarier Henri Pescarolo | Alpine-Renault A442  | 74  |
| 10              | S 1.3 | 72 | Anastasi                   | Joe Anastasi Gianpiero Lauro       | Dallara 1300 cmc     | 74  |
| 11              | S 1.6 | 47 | Etna                       | Attaguile Enrico Grimaldi          | Chevron B23          | 70  |
| Ausgefallen     |       |    |                            |                                    |                      |     |
| 12              | S 3.0 | 5  | Marco Capoferri            | Marco Capoferri Spartaco Dini      | Lola T380            | 56  |
| 13              | S 3.0 | 8  | Bruno Ottomano             | Teodoro Zeccoli Bruno Ottomano     | Alfa Romeo T33/TT/3  | 53  |
| 14              | S 3.0 | 2  | Renault Sport              | Patrick Depailler Jacques Laffite  | Alpine-Renault A442  | 51  |
| 15              | S 3.0 | 1  | Autodelta SpA              | Arturo Merzario Mario Casoni       | Alfa Romeo T33/SC/12 | 48  |
| 16              | S 1.6 | 43 | Marcello Gallo             | Marcello Gallo Cristiano Del Balzo | Chevron B23          | 43  |
| 17              | S 2.0 | 27 | Racing Organisation Course | Laurent Ferrier François Sérvanin  | Chevron B36          | 42  |
| 18              | S 2.0 | 33 | Danilo Tesini              | Lella Lombardi Danilo Tesini       | Osella PA4           | 41  |
| 19              | S 2.0 | 26 | PP Sauber Racing           | Herbert Müller Rodolfo Cescato     | Sauber C5            | 38  |
| 20              | S 1.6 | 46 | Etna                       | Tregua Girolamo Perniciaro         | AMS                  | 34  |
| 21              | S 1.3 | 77 | Cefalu                     | Paolo de Luca Mario Vigneri        | Lola T290            | 29  |
| 22              | S 2.0 | 21 | Aretusa                    | „King“ Vito Veninata               | March 75S            | 21  |
| 23              | S 2.0 | 25 | Gianfranco Palazzoli       | Duilio Truffo Gianfranco Palazzoli | Osella PA4/3         | 11  |
| 24              | S 1.6 | 45 | Lloyd Italia               | Girolama Caci Giuseppe Oieni       | Osella PA3           | 9   |
| 25              | S 3.0 | 6  | Joest Racing Team          | Reinhold Joest Ernst Kraus         | Porsche 908/3 Turbo  | 8   |
| 26              | S 1.3 | 74 | Lloyd Italia               | Vittorio Mascari Emanuele Trapani  | AMS                  | 1   |
| Nicht gestartet |       |    |                            |                                    |                      |     |
| 27              | S 1.6 | 44 | Franco Milano              | Franco Milano Luigi Pozzo          | Osella PA3           | 1   |
| 28              | S 1.3 | 75 | Claudio Francisci          | Claudio Francisci Bruno Del Fante  | Chevron B31          | 2   |

1 nicht gestartet
2 nicht gestartet

### Nur in der Meldeliste
Hier finden sich Teams, Fahrer und Fahrzeuge, die ursprünglich für das Rennen gemeldet waren, aber nicht daran teilnahmen.
| Pos. | Klasse | Nr. | Team         | Fahrer                              | Chassis |
| ---- | ------ | --- | ------------ | ----------------------------------- | ------- |
| 29   | S 1.6  | 42  | Lloyd Italia | Mario Ruoso Vincenzo Mirto Randazzo | Lola    |

### Klassensieger
| Klasse | Fahrer             | Fahrer          | Fahrzeug    | Platzierung im Gesamtklassement |
| ------ | ------------------ | --------------- | ----------- | ------------------------------- |
| S 3.0  | Jochen Mass        | Rolf Stommelen  | Porsche 936 | Gesamtsieg                      |
| S 2.0  | Roby Filannino     | Ermanno Pettiti | Osella PA4  | Rang 2                          |
| S 1.6  | Attaguile          | Enrico Grimaldi | Chevron B23 | Rang 11                         |
| S 1.3  | Pasquale Anastasio | Aldo Crovella   | Chevron B23 | Rang 7                          |

### Renndaten
- Gemeldet: 29
- Gestartet: 26
- Gewertet: 11
- Rennklassen: 4
- Zuschauer: unbekannt
- Wetter am Renntag: heiß, heftiges Gewitter in der dritten Rennstunde
- Streckenlänge: 4,950 km
- Fahrzeit des Siegerteams: 2:57:48,900 Stunden
- Gesamtrunden des Siegerteams: 102
- Gesamtdistanz des Siegerteams: 504,900 km
- Siegerschnitt: 170,368 km/h
- Pole Position: Jacques Laffite – Alpine-Renault A442 (#2) – 1:35,560 = 186,480 km/h
- Schnellste Rennrunde: Jean-Pierre Jarier – Alpine-Renault A442 (#2) – 1:36,000 = 185,625 km/h
- Rennserie: 9. Lauf zur Sportwagen-Weltmeisterschaft 1976